# جرداش
جرداش (انگلیسی: Jordache) شرکت پوشاک آمریکایی است، که در سال ۱۹۷۸ تأسیس شد.